# Krichou Monthieux
 (août 2021).
 (avril 2017).
Si vous disposez d'ouvrages ou d'articles de référence ou si vous connaissez des sites web de qualité traitant du thème abordé ici, merci de compléter l'article en donnant les références utiles à sa vérifiabilité et en les liant à la section « Notes et références ».
Christian Monthieux, dit « Krichou » (aussi orthographié Krishoo, né à Paris le 9 septembre 1964) est un batteur, percussionniste, compositeur, et producteur de musique français d’ascendance antillaise. Il est surtout connu en tant que batteur du groupe FFF.

## Biographie
Christian étudie les percussions au Conservatoire de Jazz de Paris . En parallèle, il s’essaye au métier d’acteur et interprète de petits rôles au cinéma ou à la télévision.  Surnommé Krichou, il rejoint Marco Prince et Nicolas Baby au sein du groupe FFF en tant que batteur et percussionniste en 1987. Il participera à tous les albums et toutes les tournées du groupe. Sur Blast Culture, leur premier album en 1991, il compose la chanson Mama Krie avec son frère Christophe Monthieux, avec des paroles en créole. Ensemble, ils écriront aussi des chansons pour Marijosé Alie ou Élisabeth Anaïs.
En 1994 il sort chez Remark Records  le premier album du groupe Ladja, projet avec son frère à mi-chemin entre la chanson française et l’Afro Funk.
En 1998, il crée Liquid avec Christian Lechevretel, trompettiste rencontré en 1995, lors de la tournée Free for Fever de FFF. Liquid est un projet électro-jazz axé sur la recherche audio numérique. Le duo sort deux albums. Ils participeront aussi à la musique du film Embrassez qui vous voudrez de Michel Blanc.
Krichou anime aussi de nombreuses master class en France en Europe et dans les écoles de batterie de la marque Sonor.  Il enseigne aussi pendant trois ans la composition sur ordinateur et la pratique active de la scène à la section informatique musicale du Centre de Musique Actuelles de Valenciennes.
En 2002, après la séparation de FFF, Krichou s’installe à Barcelone.  En Espagne, il travaille avec le producteur Suso Saiz en tant que batteur et programmeur pour des artistes comme Javier Álvarez, Pilar Jurado, Xabi San Sebastian, Beth… Il s’intéresse également à d’autres formes d’art comme la poésie, le théâtre et la danse contemporaine. Il met notamment en musique des poèmes d’Albert Roig.
En 2004, pendant sept mois,  il participe au spectacle Le Géant des sept mers au  Forum universel des cultures de Barcelone comme percussionniste et sound designer.
En 2005, il développe un projet éducatif pour la fondation Joan-Miró de Barcelone, El pescador de sonidos, réédité dans une édition actualisée en 2007, Musica del cos.  Sur la base de ce matériel, il présente en 2011 Musica del cos 2, en coproduction avec le  vidéo artiste David Dalmazzo. Le projet s’oriente alors vers une interaction totale entre le son et l’image en mouvement.
En 2007, FFF remonte sur scène pour concert unique au festival Solidays.
Depuis 2008, Krichou produit différents artistes, comme Serena Fisseau, D’une île à l’autre (Naive, France) et compose plusieurs musique de films, séries ou reportages.
En 2013, FFF se reforme et enchaîne les dates de concerts[réf. nécessaire]. Un nouvel album est prévu pour 2017.

## Discographie
En tant que batteur et percussionniste :

### FFF
- 1991 : Blast Culture
- 1993 : Free For Fever
- 1996 : FFF
- 1997 : Vivants (live aux Eurockéennes la même année)
- 2000 : Vierge
- 2023 : I Scream
- 2025 : You Scream ?

### Ladja
- 1995 : Ladja

### Suso Sáiz
- 1998 : Quartet

### Liquid
- 1999 : Esto no es un laberinto, EP 6 titres
- 2003 : Liquid

### Albert Roig
- 2007 : Salvatge cor, poèmes d’Albert Roig Antó (ca), avec Sílvia Bel , Abdelhamid Krim, Eduardo Saborido, Olga Heim, Christian Lechevretel, Héctor Serrano, Marc Egea

## Cinéma, radio et télévision
En tant que compositeur, producteur exécutif ou coproducteur des arrangements et de la composition :
- 2002 : Embrassez qui vous voudrez  de Michel Blanc, avec Christian Lechevretel
- 2007 : La Difunta Correa (Vapeurs et Sentiments), moyen métrage de Nicolas Cambois et Sébastien Gardet
- 2010 : Fais danser la poussière, téléfilm sur France 2
- 2011 : RFO Guyane, habillage musical de la chaine
- 2011 : Toussaint Louverture, téléfilm sur France 2
- 2013 : Le Family Show, téléfilm sur France 2
- 2015 : La Vie en grand, film de Mathieu Vadepied
- 2016 : Meurtres au paradis, série sur France 2
- 2016 : Meurtres en Martinique, téléfilm sur France 3, musique avec son frère Christophe

## Musiques de spectacles
- 2004 : Urbs d’Àngels Margarit, compagnie Mudances, Théâtre Lliure (en), Barcelone
- 2004 : Scratch, d’Alexis Eupierre, compagnie Lapsus, l’Espai[Où ?]
- 2005 : Limit, de Toni Mira, compagnie Nats Nus, au Marché des Fleurs, Barcelone
- 2006 : Vitrines, d’Alexis Eupierre, compagnie Lapsus
- 2006 : La Prima de Sheeta, compagnie Solpico, Théâtre Grec[Où ?], accompagné par la saxophoniste Mireia Tejero (ca) et la chanteuse Dacil Lopez
- 2012 : Next, d’Àngels Margarit

## Acteur
- 1986 : Les Clowns de Dieu, de Jean Schmidt
- 1989 : Navarro, La Fille d’André (saison 1, épisode 3), de Patrick Jamain
- 2000 : Les Marchands de sable, de Pierre Salvadori